# Temporada 2016-17 del Club The Strongest
La temporada 2016–17 del Club The Strongest es la 40.ª en la Liga y la 77.ª consecutiva en la máxima categoría del fútbol boliviano. Además de participar en la Liga Boliviana, el club también compite en la Copa Libertadores. La temporada debía abarcar el período comprendido entre el 1 de julio de 2016 hasta el 30 de junio de 2017, pero debido al cambio de calendario de la CONMEBOL para los torneos internacionales, la liga boliviana decidió adecuar la temporada a un año natural por lo que abarcará hasta el 31 de diciembre de 2017.
La temporada comenzó de la mejor forma ya que el equipo se adjudicó el título del apertura 2016 tras haber librado una lucha intensa por el liderato con el Club Bolívar, ganándole el partido de desempate y rompiendo varios récords. Durante el siguiente semestre plasmaron ese buen futbol en la Copa Libertadores. A pesar de tener que jugar 2 torneos en paralelo, obtuvieron el subcampeonato de Liga, y El pase a octavos de final en copa, consiguiendo varios puntos de visitante, lo cual era un punto débil en anteriores ediciones.

## Resumen de la temporada
Leyenda:  Cesión saliente;  Cesión entrante / Regresa tras cesión;  = Fichaje / Sube al primer equipo (con ficha);  = Traspaso / Baja al segundo equipo;  = Jugador retirado; 

### Mes de julio
- Inicia la gira de pretemporada en Ecuador y Perú jugando 8 partidos.

### Mes de agosto
- Inicia el Torneo Apertura

## Resumen de las competiciones
Disputará las principales competiciones: La Copa Libertadores, la Primera División de Bolivia.
| Competición            | Inicio              | Puesto actual    | Final            | Primer partido       | Último partido          |
| ---------------------- | ------------------- | ---------------- | ---------------- | -------------------- | ----------------------- |
| Apertura 2016          | 3.er Puesto         | 1.er Puesto      | 1.er Puesto      | 12 de agosto de 2016 | 24 de diciembre de 2016 |
| Apertura 2017          | 12° Puesto          | 2° Puesto        | 2° Puesto        | 29 de enero de 2017  | 28 de junio de 2017     |
| Clausura 2017          | 9.º Puesto          | 2.° Puesto       | 2.° Puesto       | 30 de julio de 2017  | -                       |
| Copa Libertadores 2017 | Segunda Fase Previa | Octavos de final | Octavos de final | 2 de febrero de 2017 | 8 de agosto de 2017     |

 Fecha de actualización: 8 de agosto de 2017

## Pretemporada y amistosos
The Strongest anunció su gira de pretemporada en Ecuador y Perú. 
Partidos amistosos de pretemporada
| Amistoso Internacional; 20 de julio de 2016, 10:00 UTC-5 | Universidad Católica | 2:1 (1:0) | The Strongest | Complejo Deportivo de La Armenia, Quito, Ecuador |  |
|                                                          | - 21' 78'            | Reporte   | - 66'Soliz    |                                                  |  |

| Amistoso Internacional; 21 de julio de 2016, 11:00 UTC-5 | Liga de Quito                        | 2:1 (2:1) | The Strongest      | Estadio Casa Blanca, Quito, Ecuador |  |
|                                                          | - Valverde 16' (a.g.) - Cevallos 28' | Reporte   | - 6'Manuel Arteaga |                                     |  |

| Amistoso Internacional; 22 de julio de 2016 | El Nacional | 0:1 (0:1) | The Strongest    | Complejo Deportivo El Saucedo, Quito, Ecuador |  |
|                                             |             | Reporte   | - 20'Raúl Castro |                                               |  |

| Amistoso Internacional; 23 de julio de 2016, 12:00 UTC-5 | América de Quito | 1:2 (0:0) | The Strongest         | CAR Independiente del Valle, Sangolquí, Ecuador |  |
|                                                          | - 52'            | Reporte   | - 53' 90'Gabriel Ríos |                                                 |  |

| Amistoso Internacional; 25 de julio de 2016, 10:00 UTC-5 | Alianza Lima       | 2:3 (2:0) | The Strongest                                            | Estadio Alejandro Villanueva, Lima, Perú |  |
|                                                          | Pando 20' 32' (p.) | Reporte   | - 54'Matías Alonso - 56'Rodrigo Vargas - 77'Nelvin Soliz |                                          |  |

| Amistoso Internacional; 26 de julio de 2016, 20:00 UTC-5 | Sport Boys | 0:3 (0:2) | The Strongest                                               | Estadio Miguel Grau, Bellavista, Perú |  |
|                                                          |            |           | - 37'Rodrigo Vargas - 44'Diego Bejarano - 72'Manuel Arteaga |                                       |  |

| Amistoso Internacional; 27 de julio de 2016 | Selección de fútbol sub-20 del Perú                                                      | 4:3 (3:2) | The Strongest                                               | VIDENA, Lima, Perú |  |
|                                             | - José Cotrina 18' - Gerard Tavara 20' (p.) - Adrián Ugarriza 31' - Fernando Pacheco 89' | Reporte   | - 14'Gabriel Ríos - 36'Gabriel Valverde - 85'Manuel Arteaga |                    |  |

| Amistoso Internacional; 28 de julio de 2016 | Universitario | 0:2 (0:1) | The Strongest                          | Campo Mar “U”, Lima , Perú |  |
|                                             |               | Reporte   | - 12'Manuel Arteaga - 60'Pablo Escobar |                            |  |

| Amistoso Nacional; 6 de agosto de 2016, 12:00 UTC-4 | The Strongest | 3:1 (2:0) | Club Aurora | Estadio Rafael Mendoza Castellón, La Paz, Bolivia |  |

Torneo Amistoso
| Copa Cine Center Octavos Ida; 9 de julio de 2016, 20:00 UTC-4 | Bolívar      | 1:1 (0:1) | The Strongest | Estadio Hernando Siles, La Paz, Bolivia     |                                             |
|                                                               | - Fierro 60' | Reporte   | - 34'Torrico  | Asistencia: 20 000 espectadores Árbitro(s): | Asistencia: 20 000 espectadores Árbitro(s): |

| Copa Cine Center Octavos Vuelta; 17 de julio de 2016, 16:00 UTC-4 | The Strongest                 | 0:0 (0:0) (3:0 p.)         | Bolívar                      | Estadio Hernando Siles, La Paz, Bolivia |                            |
|                                                                   |                               | Reporte                    |                              | Árbitro(s): Wilson Estrada              | Árbitro(s): Wilson Estrada |
|                                                                   |                               | Tiros desde el punto penal |                              |                                         |                            |
|                                                                   | - Torrico - Vargas - Valverde |                            | - Justiniano - Eguino - Arce |                                         |                            |

| Copa Cine Center Cuartos Ida; 20 de julio de 2016 | The Strongest | 1:2 (1:1) | Real Potosí            | Estadio Hernando Siles, La Paz, Bolivia |             |
|                                                   | - Loza 18'    | Reporte   | - 9'Alpire - 81'Rojano | Árbitro(s):                             | Árbitro(s): |

| Copa Cine Center Cuartos Vuelta; 24 de julio de 2016, 15:30 UTC-4 | Real Potosí                              | 3:1 (0:1) | The Strongest | Estadio Víctor Agustín Ugarte, Potosí, Bolivia |                            |
|                                                                   | - De La Cuesta 51' - Castellon 79' 90+3' | Reporte   | - 26'Conde    | Árbitro(s): Aldo Rodríguez                     | Árbitro(s): Aldo Rodríguez |

Amistosos de media temporada
| Amistoso Internacional; 16 de enero de 2017 | Zulia Fútbol Club | 1:1 (1:0) | The Strongest             | , |  |
|                                             | 20'               | Reporte   | - 61' Alejandro Chumacero |   |  |

| Amistoso Internacional; 18 de enero de 2017, 10:30 UTC-3 | Banfield                                                        | 5:1 (2:1) | The Strongest | Campo de Deportes de Luis Guillón, Buenos Aires , Argentina |  |
|                                                          | Erviti 31' (p.) - Fontana 44' (p.) - Villagra - López - Linares | Reporte   | 31' Maldonado |                                                             |  |

| Amistoso Internacional; 19 de enero de 2017 | Villa Dálmine                                                       | 3:1 (2:1) | The Strongest     | Complejo Polideportivo "Lorenzo D'angelo", Buenos Aires , Argentina |  |
|                                             | Ariel Coronel 13' (p.) - Pablo Martín Ruiz 26' - Gaspar Lezcano 60' | Reporte   | 27' Pablo Escobar |                                                                     |  |

Torneo Amisoso
| Amistoso Internacional; 22 de enero de 2017, 15:00 UTC-3 | Sport Club do Recife                                                        | 1:1 (1:1) (4-2 p.)         | The Strongest                                                     | Itaipava Arena Pernambuco, Recife , Brasil                  |                                                             |
|                                                          | Rithely 10'                                                                 | [Relatório Reporte]        | 44' Bejarano                                                      | Asistencia: 7 956 espectadores Árbitro(s): Péricles Bassols | Asistencia: 7 956 espectadores Árbitro(s): Péricles Bassols |
|                                                          |                                                                             | Tiros desde el punto penal |                                                                   |                                                             |                                                             |
|                                                          | - Matheus Ferraz - Reinaldo Lenis · Henríquez · Paulo Henrique · Marquinhos |                            | Fernando Martelli · Gabriel Valverde · Chumacero · Rodrigo Vargas |                                                             |                                                             |

## Torneo Apertura 2016
Tras haber acabado una inusualmente dura e intensa pretemporada, 2 de los refuerzos traídos resultaron lesionados ruptura de ligamentos para el mediocampista Helmut Gutiérrez y el zaguero Pablo Pedraza, sumado a la lesión de la cual se recuperaba Chumacero y la ausencia del capitán Pablo Escobar por sanción que venia del anterior torneo. Empezó de forma inconstante, ganando apenas al recién ascendido Guabira de local y perdiendo el Clásico de la fecha 2 contra el Bolívar. Pero fue a partir de ese punto que el rendimiento fue en mejora llegando a romper varios récords Institucionales e incluso Nacionales. El titánico rendimiento del equipo solo pudo ser igualado por Bolívar (49 puntos) tras un campeonato que rápidamente se volvió una cosa de 2. Desde la fecha 7, Bolívar fue puntero único y The Strongest el único que no se despegaba. Bolívar comenzó a pintarse como favorito cuando demostró que su rendimiento de visitante era casi tan bueno como de local (durante la primera rueda tuvo más partidos de local). La "Academia" llegó incluso a estar hasta a 6 puntos por encima del Tigre. Al llegar a la penúltima fecha, Bolívar tenía una ventaja de un punto. Posteriormente ganaría su encuentro en La Paz frente a Blooming mientras que el conjunto de Achumani empató en su vista a Oriente Petrolero, por lo que se pusieron a 3 puntos con un partido por jugar. La última fecha fue la más electrizante ya que a Bolívar le bastaba un empate o en caso de perder, que el Tigre no gane su compromiso. Si bien los atigrados sufrieron en la primera etapa con un 2-2 frente a San José, Acabaron aplastando 7-2 en la segunda mitad, partido que acabó antes que el cotejo jugado por Bolívar. Por su parte Bolívar que iba empatando 2-2 perdió finalmente el partido el último minuto de adición contra Sport Boys, Alargando así, la racha de partidos sin que Bolívar gane a Sport Boys en condición de visitante y a su vez la definición del Campeonato. Si bien fue épico, cabe recalcar que errores arbitrales les dieron en general 4 puntos inmerecidos al Celeste, los que a la larga le permitieron jugar una final. En el partido definitorio el Tigre dominó en encuentro, se puso en ventaja 2-0 y hasta falló una innumerable cantidad de ocasiones. Pero antes que acabe el partido, Bolívar logró descontar gracias a una jugada aislada y convirtiendo así lo que debió acabar en goleada, en un angustiante 2-1.
En dicho Torneo, el equipo dirigido por César Farías tuvo un rendimiento impresionante y rompieron varios récords:
- El arquero Daniel Vaca logró un récord de imbatibilidad de 737 minutos, el mejor récord de imbatibilidad de la historia de The Strongest, rompiendo aquellos 616 minutos establecidos en 1989 por Víctor Aragón e incluso cuando compartió arco con Mariano Gariazú y lograron 706 minutos. De esta forma Daniel Vaca también ostenta el tercer mejor récord histórico de liga y segundo mejor individual (solo superado por los 761 minutos de Thomas N'Kono de 1995 y el de arco compartido entre Marco Barrero y Eduardo Terrazas en 1986 con 909 minutos).

- The Strongest tuvo la mejor defensa del torneo recibiendo tan solo 13 goles en 23 partidos

- The Strongest mantuvo su arco invicto en 14 de 23 partidos

- Con 49 puntos, The Strongest consiguió romper su anterior récord en este tipo de torneos de 46 puntos, que databa de mayo de 2003.

- Fue casi imbatible, perdió tan solo 1 partido de 23 jugados, lo que lo coloca como el campeón más difícil de vencer de la Historia Liguera.

- Durante el Torneo mantuvo una racha de 21 partidos invicto (Última derrota en fecha 2), Siendo la racha de imbatibilidad más larga en un torneo liguero, Igualando así la racha de Petrolero de 1981.

- The Strongest tuvo el mejor gol diferencia del campeonato.

- The Strongest tuvo la segunda mejor delantera del campeonato

### Clasificación en la Liga de Fútbol Profesional Boliviano
| Pos. | Equipo            | Pts. | PJ | PG | PE | PP | GF | GC | Dif. |
| ---- | ----------------- | ---- | -- | -- | -- | -- | -- | -- | ---- |
| 01.º | The Strongest     | 49   | 22 | 14 | 7  | 1  | 44 | 12 | 32   |
| 02.º | Bolívar           | 49   | 22 | 15 | 4  | 3  | 46 | 21 | 25   |
| 03.º | Oriente Petrolero | 34   | 22 | 10 | 4  | 8  | 25 | 31 | −6   |
| 04.º | Real Potosí       | 31   | 22 | 9  | 4  | 9  | 33 | 30 | 3    |

|  |                                                     |
|  | Clasificado para la Copa Conmebol Libertadores 2018 |

### Resumen de resultados
| Total |    |    |    |    |    |    |    |
| Pts   | PJ | PG | PE | PP | GF | GC | DG |
| 49    | 22 | 14 | 7  | 1  | 44 | 12 | 32 |

| Balance en casa |    |    |    |    |    |    |    |
| Pts             | PJ | PG | PE | PP | GF | GC | DG |
| 29              | 11 | 9  | 2  | 0  | 29 | 6  | 23 |

| Balance fuera |    |    |    |    |    |    |    |
| Pts           | PJ | PG | PE | PP | GF | GC | DG |
| 20            | 11 | 5  | 5  | 1  | 15 | 6  | 9  |

### Evolución de la clasificación
| Jornada   | 1 | 2 | 3 | 4 | 5 | 6 | 7 | 8 | 9 | 10 | 11 | 12 | 13 | 14 | 15 | 16 | 17 | 18 | 19 | 20 | 21 | 22 |
| --------- | - | - | - | - | - | - | - | - | - | -- | -- | -- | -- | -- | -- | -- | -- | -- | -- | -- | -- | -- |
| Resultado | V | D | E | V | V | E | V | V | E | V  | V  | E  | E  | V  | E  | V  | V  | V  | V  | V  | E  | V  |
| Posición  | 3 | 5 | 7 | 4 | 5 | 6 | 3 | 2 | 2 | 2  | 2  | 2  | 2  | 2  | 2  | 2  | 2  | 2  | 2  | 2  | 2  | 1  |

### Partidos[1]
| Primera División de Bolivia Fecha 1; 12 de agosto de 2016, 20:00 UTC-4 | The Strongest             | 2:1 (1:1) | Guabirá     | Estadio Hernando Siles, La Paz             |                                            |
|                                                                        | - Alonso 13' - Vargas 72' | Reporte   | - 31'Ocampo | Asistencia: 5 000 espectadores Árbitro(s): | Asistencia: 5 000 espectadores Árbitro(s): |

| Primera División de Bolivia Fecha 2; 21 de agosto de 2016, 16:00 UTC-4 | Bolívar                    | 2:1 (1:1) | The Strongest     | Estadio Hernando Siles, La Paz |                               |
|                                                                        | Callejón 3' - Maygua 90+1' | Reporte   | 21' (pen) Arteaga | Árbitro(s): Joaquín Antequera  | Árbitro(s): Joaquín Antequera |

| Primera División de Bolivia Fecha 3; 21 de septiembre de 2016, 20:00 UTC-4 | The Strongest | 0:0 (0:0) | Real Potosí | Estadio Hernando Siles, La Paz |  |
|                                                                            |               |           |             | Árbitro(s):                    |  |

| Primera División de Bolivia Fecha 4; 11 de septiembre de 2016, 17:15 UTC-4 | Wilstermann | 0:3 (0:2) | The Strongest                               | Estadio Félix Capriles, Cochabamba |             |
|                                                                            |             | Reporte   | - 24' Vargas - 28' Ballivian - 75' Bejarano | Árbitro(s):                        | Árbitro(s): |

| Primera División de Bolivia Fecha 5; 26 de octubre de 2016, 20:00 UTC-4 | The Strongest                          | 3:0 (1:0) | Blooming | Estadio Hernando Siles, La Paz |             |
|                                                                         | - Escobar 21' 80' (p.) - Pedrozo 90+2' | Reporte   |          | Árbitro(s):                    | Árbitro(s): |

| Primera División de Bolivia Fecha 6; 17 de septiembre de 2016, 15:00 UTC-4 | Sport Boys                | 2:2 (1:2) | The Strongest            | Estadio Édgar Peña Gutiérrez, Warnes |             |
|                                                                            | Campos 45+1' - Perozo 47' | Reporte   | 7' Alonso - 16' Bejarano | Árbitro(s):                          | Árbitro(s): |

| Primera División de Bolivia Fecha 7; 24 de septiembre de 2016, 17:15 UTC-4 | The Strongest              | 2:0 (1:0) | Universitario | Estadio Hernando Siles, La Paz |             |
|                                                                            | - Vargas 4' - Bejarano 67' | Reporte   |               | Árbitro(s):                    | Árbitro(s): |

| Primera División de Bolivia Fecha 8; 27 de septiembre de 2016, 20:00 UTC-4 | The Strongest | 1:0 (0:0) | Petrolero | Estadio Hernando Siles, La Paz |             |
|                                                                            | Soliz 75'     |           |           | Árbitro(s):                    | Árbitro(s): |

| Primera División de Bolivia Fecha 9; 15 de octubre de 2016, 15:00 UTC-4 | Nacional Potosí | 0:0 (0:0) | The Strongest | Estadio Víctor Agustín Ugarte, Potosí |  |
|                                                                         |                 |           |               | Árbitro(s):                           |  |

| Primera División de Bolivia Fecha 10; 20 de octubre de 2016, 20:30 UTC-4 | The Strongest                     | 2:0 (1:0) | Oriente Petrolero | Estadio Hernando Siles, La Paz |             |
|                                                                          | Marvin Bejarano 41' - Escobar 84' | Reporte   |                   | Árbitro(s):                    | Árbitro(s): |

| Primera División de Bolivia Fecha 11; 23 de octubre de 2016, 17:15 UTC-4 | San José | 0:1 (0:1) | The Strongest | Estadio Jesús Bermúdez, Oruro |             |
|                                                                          |          | Reporte   | 30' Valverde  | Árbitro(s):                   | Árbitro(s): |

| Primera División de Bolivia Fecha 12; 30 de noviembre de 2016, 18:30 UTC-4 | Guabira | 0:3 (0:1) | The Strongest       | Estadio Gilberto Parada, Montero |             |
|                                                                            |         | Reporte   | 24' 61' 88' Escobar | Árbitro(s):                      | Árbitro(s): |

| Primera División de Bolivia Fecha 13; 30 de octubre de 2016, 17:15 UTC-4 | The Strongest | 1:1 (0:0) | Bolívar      | Estadio Hernando Siles, La Paz |             |
|                                                                          | Bejarano 64'  |           | 63' Callejón | Árbitro(s):                    | Árbitro(s): |

| Primera División de Bolivia Fecha 14; 4 de diciembre de 2016, 15:00 UTC-4 | Real Potosí | 0:2 (0:0) | The Strongest            | Estadio Víctor Agustín Ugarte, Potosí |             |
|                                                                           |             | Reporte   | 30' Escobar - 67' Vargas | Árbitro(s):                           | Árbitro(s): |

| Primera División de Bolivia Fecha 15; 20 de noviembre de 2016, 17:15 UTC-4 | The Strongest  | 1:0 (0:0) | Wilstermann | Estadio Hernando Siles, La Paz |             |
|                                                                            | Bejarano 90+4' |           |             | Árbitro(s):                    | Árbitro(s): |

| Primera División de Bolivia Fecha 16; 23 de noviembre de 2016, 20:45 UTC-4 | Blooming | 0:0 (0:0) | The Strongest | Estadio Ramón Tahuichi Aguilera, La Paz |             |
|                                                                            |          | Reporte   |               | Árbitro(s):                             | Árbitro(s): |

| Primera División de Bolivia Fecha 17; 27 de noviembre de 2016, 17:15 UTC-4 | The Strongest                                  | 3:0 (0:0) | Sport Boys | Estadio Hernando Siles, La Paz |             |
|                                                                            | - Diego Bejarano 26' 70' - Marvin Bejarano 40' | Reporte   |            | Árbitro(s):                    | Árbitro(s): |

| Primera División de Bolivia Fecha 18; 2 de noviembre de 2016, 15:00 UTC-4 | Universitario           | 1:1 (1:0) | The Strongest | Estadio Olímpico Patria, Sucre |                               |
|                                                                           | Alexis Bravo 90+3' (p.) | Reporte   | 41' Valverde  | Árbitro(s): Joaquín Antequera  | Árbitro(s): Joaquín Antequera |

| Primera División de Bolivia Fecha 19; 8 de diciembre de 2016, 15:00 UTC-4 | Petrolero | 0:1 (0:0) | The Strongest | Estadio Federico Ibarra, Yacuiba |                               |
|                                                                           |           | Reporte   | 56' Vargas    | Árbitro(s): Juan Nelio García    | Árbitro(s): Juan Nelio García |

| Primera División de Bolivia Fecha 20; 12 de diciembre de 2016, 20:00 UTC-4 | The Strongest                                                                                                   | 7:2 (3:1) | Nacional Potosí                                    | Estadio Hernando Siles, La Paz |             |
|                                                                            | - Marvin Bejarano 21' - Pedrozo 37' - Escobar 44' 59' - Ramiro Ballivián 76' - Matías Alonso 81' - Valverde 84' | Reporte   | - 8' Cristian Alessandrini - 72' Martin Palavicini | Árbitro(s):                    | Árbitro(s): |

| Primera División de Bolivia Fecha 21; 18 de diciembre de 2016, 15:30 UTC-4 | Oriente Petrolero    | 1:1 (0:0) | The Strongest             | Estadio Ramón Tahuichi Aguilera, Santa Cruz de la Sierra |             |
|                                                                            | - Denny Bejarano 83' | Reporte   | - 61' Alejandro Chumacero | Árbitro(s):                                              | Árbitro(s): |

| Primera División de Bolivia Fecha 22; 21 de diciembre de 2016, 15:30 UTC-4 | The Strongest | 7:2 (2:2) | San José                            | Estadio Hernando Siles, La Paz |                             |
|                                                                            | - Pedrozo 1' - Escobar 29' 48' 75' - Diego Bejarano 69' - Alejandro Chumacero 82' - Victoriano Frágola 86' (a.g.) | Reporte   | - 29' Luis Alí - 45+1' Gabriel Ríos | Árbitro(s): Óscar Maldonado    | Árbitro(s): Óscar Maldonado |

| Primera División de Bolivia Final Torneo; 24 de diciembre de 2016, 12:00 UTC-4 | The Strongest             | 2:1 (1:0) | Bolívar      | Estadio Hernando Siles, La Paz                          |                                                         |
|                                                                                | Pedrozo 32' - Escobar 74' |           | 88' Callejón | Asistencia: 34 237 espectadores Árbitro(s): Gery Vargas | Asistencia: 34 237 espectadores Árbitro(s): Gery Vargas |

### Final
| 19         | POR        | Daniel Vaca         |     |
| 5          | DEF        | Fernando Martelli   |     |
| 15         | DEF        | Luis Maldonado      |     |
| 6          | DEF        | Marvin Bejarano     |     |
| 8          | DEF        | Diego Bejarano      | 45' |
| 16         | MED        | Wálter Veizaga      |     |
| 14         | MED        | Diego Wayar         |     |
| 3          | MED        | Alejandro Chumacero | 85' |
| 26         | MED        | Raúl Castro         |     |
| 10         | DEL        | Pablo Escobar       |     |
| 11         | DEL        | Fabricio Pedrozo    | 54' |
| Entrenador | Entrenador | César Farías        |     |

| 22         | POR        | Diego Zamora        |     |
| 13         | DEF        | Oscar Baldomar      | 77' |
| 21         | DEF        | Ronald Eguino       |     |
| 19         | DEF        | Nelson Cabrera      |     |
| 5          | DEF        | Luis Gutiérrez      | 64' |
| 9          | DEF        | José Luis Sánchez   |     |
| 16         | MED        | Walter Flores       | 55' |
| 23         | MED        | Leonel Justiniano   |     |
| 8          | MED        | Leonel Morales      |     |
| 15         | DEL        | Juanmi Callejón     |     |
| 18         | DEL        | Juan Eduardo Fierro |     |
| Entrenador | Entrenador | Beñat San José      |     |

| 21 | MED | Ramiro Ballivián | 45' |
| 23 | DEL | Matías Alonso    | 54' |
| 17 | DEL | Nelvin Soliz     | 85' |

| 10 | MED | Rudy Cardozo     | 55' |
| 14 | DEL | Jaime Arrascaita | 64' |
| 7  | DEL | Hugo Bargas      | 77' |

| Anotado | 31' | Fabricio Pedrozo | 1–0 |
| Anotado | 73' | Pablo Escobar    | 2–0 |

| Anotado | 88' | Juan Miguel Callejón | 2–1 |

| Amonestado | 5'  | Luis Maldonado      |
| Amonestado | 13' | Walter Veizaga      |
| Amonestado | 44' | Fernando Martelli   |
| Amonestado | 49' | Alejandro Chumacero |
| Amonestado | 50' | Marvin Bejarano     |

| Amonestado | 5'  | Luis Gutiérrez       |
| Amonestado | 18' | Leonel Justiniano    |
| Amonestado | 34' | Walter Flores        |
| Amonestado | 50' | Leonel Morales       |
| Amonestado | 62' | Eduardo Fierro       |
| Amonestado | 66' | Nelson Cabrera       |
| Amonestado | 67' | Ronald Eguino        |
| Amonestado | 84' | José Luis Sánchez    |
| Expulsado  | 81' | Jorge Enrique Flores |

| Árbitro:             | Gery Vargas        |
| Árbitros asistentes: | Bandera de Bolivia |
| Árbitros asistentes: | Bandera de Bolivia |
| Cuarto árbitro:      | Bandera de Bolivia |
| Reporte              |                    |

| 19         | POR        | Daniel Vaca         |     |
| 5          | DEF        | Fernando Martelli   |     |
| 15         | DEF        | Luis Maldonado      |     |
| 6          | DEF        | Marvin Bejarano     |     |
| 8          | DEF        | Diego Bejarano      | 45' |
| 16         | MED        | Wálter Veizaga      |     |
| 14         | MED        | Diego Wayar         |     |
| 3          | MED        | Alejandro Chumacero | 85' |
| 26         | MED        | Raúl Castro         |     |
| 10         | DEL        | Pablo Escobar       |     |
| 11         | DEL        | Fabricio Pedrozo    | 54' |
| Entrenador | Entrenador | César Farías        |     |

| 22         | POR        | Diego Zamora        |     |
| 13         | DEF        | Oscar Baldomar      | 77' |
| 21         | DEF        | Ronald Eguino       |     |
| 19         | DEF        | Nelson Cabrera      |     |
| 5          | DEF        | Luis Gutiérrez      | 64' |
| 9          | DEF        | José Luis Sánchez   |     |
| 16         | MED        | Walter Flores       | 55' |
| 23         | MED        | Leonel Justiniano   |     |
| 8          | MED        | Leonel Morales      |     |
| 15         | DEL        | Juanmi Callejón     |     |
| 18         | DEL        | Juan Eduardo Fierro |     |
| Entrenador | Entrenador | Beñat San José      |     |

| 21 | MED | Ramiro Ballivián | 45' |
| 23 | DEL | Matías Alonso    | 54' |
| 17 | DEL | Nelvin Soliz     | 85' |

| 10 | MED | Rudy Cardozo     | 55' |
| 14 | DEL | Jaime Arrascaita | 64' |
| 7  | DEL | Hugo Bargas      | 77' |

| Anotado | 31' | Fabricio Pedrozo | 1–0 |
| Anotado | 73' | Pablo Escobar    | 2–0 |

| Anotado | 88' | Juan Miguel Callejón | 2–1 |

| Amonestado | 5'  | Luis Maldonado      |
| Amonestado | 13' | Walter Veizaga      |
| Amonestado | 44' | Fernando Martelli   |
| Amonestado | 49' | Alejandro Chumacero |
| Amonestado | 50' | Marvin Bejarano     |

| Amonestado | 5'  | Luis Gutiérrez       |
| Amonestado | 18' | Leonel Justiniano    |
| Amonestado | 34' | Walter Flores        |
| Amonestado | 50' | Leonel Morales       |
| Amonestado | 62' | Eduardo Fierro       |
| Amonestado | 66' | Nelson Cabrera       |
| Amonestado | 67' | Ronald Eguino        |
| Amonestado | 84' | José Luis Sánchez    |
| Expulsado  | 81' | Jorge Enrique Flores |

| Árbitro:             | Gery Vargas        |
| Árbitros asistentes: | Bandera de Bolivia |
| Árbitros asistentes: | Bandera de Bolivia |
| Cuarto árbitro:      | Bandera de Bolivia |
| Reporte              |                    |

|                                                       |
| Campeón The Strongest 15.º título de Primera División |

## Torneo Apertura 2017

### Clasificación en la Liga de Fútbol Profesional Boliviano
| Pos. | Equipo            | Pts. | PJ | PG | PE | PP | GF | GC | Dif. |
| ---- | ----------------- | ---- | -- | -- | -- | -- | -- | -- | ---- |
| 1.º  | Bolívar           | 50   | 22 | 16 | 2  | 4  | 59 | 16 | 43   |
| 2.º  | The Strongest     | 41   | 22 | 13 | 2  | 7  | 47 | 31 | 16   |
| 3.º  | Guabirá           | 39   | 22 | 12 | 3  | 7  | 44 | 31 | 13   |
| 4.º  | Oriente Petrolero | 37   | 22 | 11 | 4  | 7  | 40 | 31 | 9    |

### Resumen de resultados
| Total |    |    |    |    |    |    |     |
| Pts   | PJ | PG | PE | PP | GF | GC | DG  |
| 41    | 22 | 13 | 2  | 7  | 47 | 31 | +16 |

| Balance en casa |    |    |    |    |    |    |     |
| Pts             | PJ | PG | PE | PP | GF | GC | DG  |
| 25              | 11 | 8  | 1  | 2  | 35 | 14 | +21 |

| Balance fuera |    |    |    |    |    |    |    |
| Pts           | PJ | PG | PE | PP | GF | GC | DG |
| 16            | 11 | 5  | 1  | 5  | 12 | 17 | -5 |

### Evolución de clasificación
| Jornada   | 1  | 2 | 3 | 4  | 5   | 6   | 7   | 8    | 9   | 10  | 11  | 12 | 13 | 14 | 15 | 16 | 17 | 18 | 19 | 20 | 21 | 22 |
| --------- | -- | - | - | -- | --- | --- | --- | ---- | --- | --- | --- | -- | -- | -- | -- | -- | -- | -- | -- | -- | -- | -- |
| Resultado | D  | V | V | D  | D   | V   | V   | V    | D   | V   | V   | E  | V  | V  | D  | D  | V  | E  | V  | V  | V  | D  |
| Posición  | 12 | 8 | 4 | 7* | 8** | 4** | 3** | 5*** | 7** | 6** | 4** | 2* | 2* | 3* | 3* | 3* | 3* | 2* | 3* | 2  | 2  | 2  |

### Partidos
| Primera División de Bolivia Fecha 1; 29 de enero de 2017, 14:00 UTC-4 | Guabira                                              | 3:0 (1:0) | The Strongest | Estadio Gilberto Parada, Montero |                         |
|                                                                       | - Marcelo Aguirre 21' (p) 74' - Mauricio Chajtur 86' | Reporte   |               | Árbitro(s): José Jordán          | Árbitro(s): José Jordán |

| Primera División de Bolivia Fecha 2; 5 de febrero de 2017, 12:00 UTC-4 | The Strongest                                | 2:1 (1:0) | Wilstermann          | Estadio Rafael Mendoza Castellón, La Paz |                               |
|                                                                        | - Rodrigo Vargas 13' - Pablo Escobar 62' (p) |           | 83' (p) Franco Olego | Árbitro(s): Juan Nelio García            | Árbitro(s): Juan Nelio García |

| Primera División de Bolivia Fecha 3; 12 de febrero de 2017, 12:00 UTC-4 | The Strongest                                                   | 3:2 (3:0) | Nacional Potosí                                     | Estadio Rafael Mendoza Castellón, La Paz |                               |
|                                                                         | - Rodrigo Ramallo 18' - Diego Bejarano 25' - Rodrigo Vargas 38' |           | - 78' Miguel Hoyos - 88' (p.) Cristian Alessandrini | Árbitro(s): Juan Nelio García            | Árbitro(s): Juan Nelio García |

| Primera División de Bolivia Fecha 4; 5 de abril de 2017, 20:00 UTC-4 | The Strongest             | 1:4 (0:2) | Bolívar                                                             | Estadio Hernando Siles, La Paz |             |
|                                                                      | Alejandro Chumacero 90+3' |           | 9' 58' Ronnie Fernández - 44'Juan Carlos Arce - 57' Mauricio Prieto | Árbitro(s):                    | Árbitro(s): |

| Primera División de Bolivia Fecha 5; 10 de mayo de 2017, 20:00 UTC-4 | Oriente Petrolero                         | 3:1 (1:1) | The Strongest         | Estadio Ramón Tahuichi Aguilera, Santa Cruz de la Sierra |             |
|                                                                      | Pedro Azogue 28' 62' - Damián Lizio 90+5' |           | 16' Julio César Pérez | Árbitro(s):                                              | Árbitro(s): |

| Primera División de Bolivia Fecha 6; 5 de marzo de 2017, 19:30 UTC-4 | The Strongest                                                             | 3:1 (1:1) | San José      | Estadio Hernando Siles, La Paz |                         |
|                                                                      | - Matías Alonso 31' (p) - Rodrigo Vargas Touchard 76' - Pablo Escobar 79' | Reporte   | 27' Jair Toco | Árbitro(s): José Jordán        | Árbitro(s): José Jordán |

| Primera División de Bolivia Fecha 7; 12 de marzo de 2017, 15:00 UTC-4 | Club Petrolero | 0:1 (0:1) | The Strongest    | Estadio Federico Ibarra, Yacuiba |             |
|                                                                       |                |           | 18' Nelvin Soliz | Árbitro(s):                      | Árbitro(s): |

| Primera División de Bolivia Fecha 8; 26 de abril de 2017, 18:30 UTC-4 | The Strongest                                                                                   | 6:1 (3:1) | Real Potosí  | Estadio Hernando Siles, La Paz |                         |
|                                                                       | - Raúl Castro 2' - Pablo Escobar 27' (p.) 47' 66' - Matías Alonso 31' - Luis Maldonado 85' (p.) |           | 40' AndaDios | Árbitro(s): Raúl Orosco        | Árbitro(s): Raúl Orosco |

| Primera División de Bolivia Fecha 9; 2 de abril de 2017, 17:15 UTC-4 | Universitario                   | 2:1 (1:0) | The Strongest       | Estadio Olímpico Patria, Sucre |                               |
|                                                                      | Alejandro Quintana 23' (p.) 69' | Reporte   | 90+7' Pablo Moreira | Árbitro(s): Juan Nelio García  | Árbitro(s): Juan Nelio García |

| Primera División de Bolivia Fecha 10; 8 de abril de 2017, 15:00 UTC-4 | Sport Boys | 0:1 (0:0) | The Strongest       | Estadio Édgar Peña Gutiérrez, Warnes |                         |
|                                                                       |            |           | - 88' Pablo Escobar | Árbitro(s): José Jordán              | Árbitro(s): José Jordán |

| Primera División de Bolivia Fecha 11; 14 de abril de 2017, 16:30 UTC-4 | The Strongest                                                                                | 6:0 (2:0) | Blooming | Estadio Hernando Siles, La Paz |             |
|                                                                        | - Walter Veizaga 18' - Agustín Jara 22' - Matías Alonso 53' (p.) 65' - Pablo Escobar 55' 75' |           |          | Árbitro(s):                    | Árbitro(s): |

| Primera División de Bolivia Fecha 12; 22 de abril de 2017 , 17:15 UTC-4 | The Strongest                                                 | 3:3 (2:1) | Guabirá                      | Estadio Hernando Siles, La Paz |                         |
|                                                                         | - Pablo Escobar 24' - Diego Bejarano 40' - Wálter Veizaga 58' | Reporte   | - 36' 81' 85' Carlos Saucedo | Árbitro(s): Gery Vargas        | Árbitro(s): Gery Vargas |

| Primera División de Bolivia Fecha 13; 30 de abril de 2017, 17:15 UTC-4 | The Strongest                                                                     | 5:1 (1:0) | Club Petrolero | Estadio Hernando Siles, La Paz |             |
|                                                                        | - Diego Bejarano 28' - Pablo Escobar 55' 57' - Matías Alonso 75' - Henry Vaca 79' | Reporte   | 86' Iván Brun  | Árbitro(s):                    | Árbitro(s): |

| Primera División de Bolivia Fecha 14; 21 de junio de 2017, 20:00 UTC-4 | Nacional Potosí | 0:1 (0:0) | The Strongest  | Estadio Víctor Agustín Ugarte, Potosí |             |
|                                                                        |                 |           | 59' Henry Vaca | Árbitro(s):                           | Árbitro(s): |

| Primera División de Bolivia Fecha 15; 14 de mayo de 2017, 20:00 UTC-4 | Bolívar                                            | 3:1 (1:0) | The Strongest             | Estadio Hernando Siles, La Paz |             |
|                                                                       | - Leonel Justiniano 43' 90' - Ronnie Fernández 51' |           | - 59' Alejandro Chumacero | Árbitro(s):                    | Árbitro(s): |

| Primera División de Bolivia Fecha 16; 20 de mayo de 2017, 17:15 UTC-4 | The Strongest | 0:1 (0:1) | Oriente Petrolero      | Estadio Hernando Siles, La Paz |             |
|                                                                       |               |           | - 40' Moisés Villaroel | Árbitro(s):                    | Árbitro(s): |

| Primera División de Bolivia Fecha 17; 28 de mayo de 2017, 17:15 UTC-4 | San José | 0:1 (0:0) | The Strongest         | Estadio Jesús Bermúdez, Oruro |             |
|                                                                       |          |           | - 90+1' Matías Alonso | Árbitro(s):                   | Árbitro(s): |

| Primera División de Bolivia Fecha 18; 15 de junio de 2017, 17:15 UTC-4 | Wilstermann         | 1:1 (0:0) | The Strongest                | Estadio Félix Capriles, Cochabamba |             |
|                                                                        | Gilbert Álvarez 80' |           | 90+3' (p.) Fernando Martelli | Árbitro(s):                        | Árbitro(s): |

| Primera División de Bolivia Fecha 19; 11 de junio de 2017, 19:30 UTC-4 | Real Potosí          | 1:3 (0:3) | The Strongest                                                       | Estadio Víctor Agustín Ugarte, Potosí |             |
|                                                                        | - Antonio Rojano 68' |           | 14' Fernando Martelli - 32' Pablo Escobar - 43' Alejandro Chumacero | Árbitro(s):                           | Árbitro(s): |

| Primera División de Bolivia Fecha 20; 18 de junio de 2017, 17:15 UTC-4 | The Strongest     | 1:0 (0:0) | Universitario | Estadio Hernando Siles, La Paz |             |
|                                                                        | Pablo Escobar 83' | Reporte   |               | Árbitro(s):                    | Árbitro(s): |

| Primera División de Bolivia Fecha 21; 25 de junio de 2017, 15:00 UTC-4 | The Strongest                                                                                | 5:0 (2:0) | Sport Boys | Estadio Hernando Siles, La Paz |             |
|                                                                        | - Saidt Mustafá 38' (a.g.) - Diego Bejarano 40' 64' - Walter Veizaga 46' - Pablo Escobar 54' |           |            | Árbitro(s):                    | Árbitro(s): |

| Primera División de Bolivia Fecha 22; 28 de junio de 2017, 20:30 UTC-4 | Blooming                                                              | 4:1 (1:0) | The Strongest             | Estadio Ramón Tahuichi Aguilera, Santa Cruz de la Sierra |                          |
|                                                                        | - Mauricio Saucedo 42' - Cristian Pereyra 67' 86' - Pablo Salinas 82' |           | - 75' Alejandro Chumacero | Árbitro(s): Guery Vargas                                 | Árbitro(s): Guery Vargas |

## Copa Libertadores
En Copa Libertadores, The Strongest llegó por 4.ª vez de su historia a octavos de final. Sin embargo esta es considerada como la mejor campaña en la historia del club, ya que por un lado superaron las fases previas llegando a superar 3 fases antes de ser eliminados. Por otro lado su actucacion en condición de visitante fue la mejor de la historia de un equipo boliviano, tanto en resultados (1 victoria y 3 empates), como en producción futbolística, rompiendo la negativa tendencia de la equipos bolivianos al jugar en el exterior. El rendimiento del equipo en la copa fue el mejor de la historia del club, y de los mejores en equipos bolivianos, llegando a puntuar 20 unidades, igualando las campañas 1998 y 2014 del Club Bolívar.
El equipo comenzó jugando la 2.ª fase previa contra el subcampeón uruguayo 2016, Montevideo Wanderers, superandolo tanto en Montevideo como en La Paz con un abultado global de 6-0. Posteriormente jugó la 3.ª fase previa contra el conjunto chileno de Unión Española, conjunto que poseía un invicto contra equipos bolivianos en sus numerosos enfrentamientos. Sin embargo aplastó al conjunto chileno con un global de 6-1, luego de un empate en Santiago y una contundente victoria en La Paz.
Para la siguiente ronda, pasó a formar grupo con el subcampeón brasileño 2016, Santos Futebol Clube, con el campeón colombiano del torneo finalización 2016 , Independiente Santa Fe y con el campeón peruaño 2016, Sporting Cristal. Logró superar al equipo colombiano en La Paz con doblete de Alejandro Chumacero. Luego cayó en Brasil luego de sufrir una inocente expulsión que desarmó al equipo. En Perú consiguió un empate a pesar de sufrir 2 bajas sensibles a causa de expulsión y suspensión. Ya en La Paz el tigre aplataría por 5-1 al campeón peruano. Sin embargo contra Santos de local no pudo conseguir las 3 unidades y se tuvo que conformar con un empate a pesar de haber sido absoluto dominar del juego y de haber contado con innumerables oportunidades de gol. Esto obligó a conseguir mínimo un empate en el Campin de Bogotá. A pesar de empezar perdiendo, logró empatar el partido y controlar el resultado logrando así la clasificación a octavos y eliminando a un candidato al título como lo fue Santa Fe. Los octavos de final estuvieron marcados por una crisis institucional previa al partido lo que se vería reflejado en un decepcionante empate de local 1-1 contra el considerado "mejor Lanús de la historia", Campeón argentino 2016 y eventual finalista de la copa. Para el partido de vuelta, el rendimiento fue destacable en un partido muy parejo. Sin embargo el gol de visitante recibido en la ida peso mucho y finalmente caería derrotado por un gol anotado por el final del partido, quedando así eliminado de la Copa.
Esta copa fue histórica tanto para el club como para el fútbol boliviano ya que el club consiguió varios logros:
- Primera victoria del Club en suelo Uruguayo y Primera victoria de un club boliviano en el mítico Estadio Centenario.
- Único club boliviano en superar fases previas (2) en el torneo continental.
- Único club Boliviano en clasificar a octavos de final del torneo empezndo en fases previas.
- Club Boliviano más goleador en una misma edición de la copa (22 goles)
- Club Boliviano que acabó con mejor diferencia de gol general (+14)

### Resumen de resultados
| Total |    |    |    |    |    |    |    |
| Pts   | PJ | PG | PE | PP | GF | GC | DG |
| 20    | 12 | 5  | 5  | 2  | 22 | 8  | 14 |

| Balance en casa |    |    |    |    |    |    |    |
| Pts             | PJ | PG | PE | PP | GF | GC | DG |
| 14              | 6  | 4  | 2  | 0  | 18 | 3  | 15 |

| Balance fuera |    |    |    |    |    |    |    |
| Pts           | PJ | PG | PE | PP | GF | GC | DG |
| 6             | 6  | 1  | 3  | 2  | 4  | 5  | -1 |

 Actualizado a día 8 de agosto de 2017.

### Partidos
| Copa Libertadores 2ª fase previa Ida; 2 de febrero de 2017, 19:15 UTC-3 | Montevideo Wanderers | 0:2 (0:1) | The Strongest                                 | Estadio Centenario, Montevideo, Uruguay |                          |
|                                                                         |                      | Reporte   | - 10' Alejandro Chumacero - 61' Matías Alonso | Árbitro(s): Jorge Osorio                | Árbitro(s): Jorge Osorio |

| Copa Libertadores 2ª fase previa Vuelta; 9 de febrero de 2017, 18:15 UTC-4 | The Strongest                                                          | 4:0 (2:0) | Montevideo Wanderers | Estadio Hernando Siles, La Paz, Bolivia |                            |
|                                                                            | - Matías Alonso 39' 60' - Alejandro Chumacero 42' - Diego Bejarano 81' | Reporte   |                      | Árbitro(s): Roddy Zambrano              | Árbitro(s): Roddy Zambrano |

| Copa Libertadores 3ª fase previa Ida; 16 de febrero de 2017, 21:00 UTC-3 | Unión Española     | 1:1 (0:1) | The Strongest           | Estadio Santa Laura, Santiago, Chile |                           |
|                                                                          | Diego Churín 90+3' | Reporte   | 28' Alejandro Chumacero | Árbitro(s): Wilmar Roldán            | Árbitro(s): Wilmar Roldán |

| Copa Libertadores 3ª fase previa Vuelta; 23 de febrero de 2017, 20:00 UTC-4 | The Strongest                                                        | 5:0 (2:0) | Unión Española | Estadio Hernando Siles, La Paz, Bolivia |                             |
|                                                                             | - Wálter Veizaga 12' - Alejandro Chumacero 24' - Escobar 51' 73' 78' | Reporte   |                | Árbitro(s): Enrique Cáceres             | Árbitro(s): Enrique Cáceres |

| Copa Libertadores Fase de grupos; 9 de marzo de 2017, 21:00 UTC-4 | The Strongest                 | 2:0 (0:0) | Santa Fe | Estadio Hernando Siles, La Paz, Bolivia |                              |
|                                                                   | - Alejandro Chumacero 55' 81' | Reporte   |          | Árbitro(s): Patricio Loustau            | Árbitro(s): Patricio Loustau |

| Copa Libertadores Fase de grupos; 16 de marzo de 2017, 21:45 (UTC-3) | Santos                                       | 2:0 (1:0) | The Strongest | Estadio Urbano Caldeira, Santos, Brasil |                           |
|                                                                      | - Ricardo Oliveira 45+2' - Renato Dirnei 84' | Reporte   |               | Árbitro(s): Néstor Pitana               | Árbitro(s): Néstor Pitana |

| Copa Libertadores Fase de grupos; 18 de abril de 2017, 19:45 (UTC-5) | Sporting Cristal | 0:0 (0:0) | The Strongest | Estadio Nacional, Lima, Perú    |                                 |
|                                                                      |                  | Reporte   |               | Árbitro(s): Mario Díaz de Vivar | Árbitro(s): Mario Díaz de Vivar |

| Copa Libertadores Fase de grupos; 4 de mayo de 2017, 20:00 (UTC +4) | The Strongest                                                                                     | 5:1 (3:0) | Sporting Cristal            | Estadio Hernando Siles, La Paz |                            |
|                                                                     | Matías Alonso 19' (p.) 37' - Alejandro Chumacero 31' - Fernando Martelli 62' - Walter Veizaga 71' | Reporte   | - 53' (a.g.) Diego Bejarano | Árbitro(s): Mauro Vigliano     | Árbitro(s): Mauro Vigliano |

| Copa Libertadores Fase de grupos; 18 de mayo de 2017, 18:30 (UTC +4) | The Strongest             | 1:1 (1:0) | Santos            | Estadio Hernando Siles, La Paz |                           |
|                                                                      | - Alejandro Chumacero 40' | Reporte   | - 68' Vitor Bueno | Árbitro(s): Darío Herrera      | Árbitro(s): Darío Herrera |

| Copa Libertadores Fase de grupos; 23 de mayo de 2017, 19:45 (UTC +5) | Santa Fe                   | 1:1 (1:1) | The Strongest                       | Estadio El Campín, Bogotá   |                             |
|                                                                      | - Damir Ceter Valencia 26' | Reporte   | - 40' (a.g.) Javier López Rodríguez | Árbitro(s): Enrique Cáceres | Árbitro(s): Enrique Cáceres |

| Copa Libertadores Octavos de final ida; 6 de julio de 2017, 18:15 UTC-4 | The Strongest        | 1:1 (0:1) | Lanús                | Estadio Hernando Siles, La Paz, Bolivia                    |                                                            |
|                                                                         | Diego Bejarano 90+1' | Reporte   | 36' Nicolás Pasquini | Asistencia: 28 800 espectadores Árbitro(s): Wilton Sampaio | Asistencia: 28 800 espectadores Árbitro(s): Wilton Sampaio |

| Copa Libertadores Octavos de final vuelta; 8 de agosto de 2017, 19:15 UTC-3 | Lanús         | 1:0 (0:0) | The Strongest | Estadio Ciudad de Lanús, Lanús, Argentina |                          |
|                                                                             | José Sand 85' |           |               | Árbitro(s): Andrés Cunha                  | Árbitro(s): Andrés Cunha |

## Jugadores

### Altas Apertura 2016-2017
| Altas            |               |                   |                  |
| Jugador          | Posición      | Procedencia       | Tipo             |
| Pablo Pedraza    | Defensor      | Real Potosí       | Contratación     |
| Helmut Gutiérrez | Mediocampista | Sport Boys        | Contratación     |
| Gabriel Valverde | Defensor      | Bolívar           | Contratación     |
| Nelvin Soliz     | Mediocampista | Ciclón            | Vuelta de cesión |
| Miguel Quiroga   | Mediocampista | Ciclón            | Vuelta de cesión |
| Marvin Bejarano  | Defensor      | Oriente Petrolero | Contratación     |
| Manuel Arteaga   | Delantero     | Hajduk Split      | Cesión           |
| Fabricio Pedrozo | Delantero     | Crucero del Norte | Cesión           |

### Bajas Apertura 2016-2017
| Bajas             |               |                       |                        |
| Jugador           | Posición      | Destino               | Motivo                 |
| Ernesto Cristaldo | Mediocampista | Club Nacional         | Fin de contrato        |
| Rodrigo Ramallo   | Delantero     | Esporte Clube Vitória | Traspaso               |
| Mariano Torres    | Mediocampista | Deportivo Saprissa    | Rescisión de contrato  |
| Carlos Neumann    | Delantero     | Deportivo Capiatá     | Rescisión de contrato  |
| Federico Pereyra  | Defensor      | Bandera de ?          | Rescisión de contrato  |
| Gabriel Ríos      | Delantero     | Club San José         | Resicisión de contrato |

### Altas Apertura 2017
| Altas        |           |                   |              |
| Jugador      | Posición  | Procedencia       | Tipo         |
| Dimar Ortega | Delantero | Club Always Ready | Contratación |

### Bajas Apertura 2017
| Bajas          |               |                |                        |
| Jugador        | Posición      | Destino        | Motivo                 |
| Manuel Arteaga | Delantero     | Seraing United | Rescisión de cesión    |
| Jair Torrico   | Mediocampista | Sport Boys     | Resicisión de contrato |

### Altas Clausura 2017
| Altas          |           |                 |              |
| Jugador        | Posición  | Procedencia     | Tipo         |
| Daniel Camacho | Delantero | Club Bolívar    | Contratación |
| Samuel Galindo | Delantero | Club Sport Boys | Contratación |

### Bajas Clausura 2017
| Bajas            |               |                                  |                        |
| Jugador          | Posición      | Destino                          | Motivo                 |
| Fabricio Pedrozo | Delantero     |                                  | Rescisión de cesión    |
| Nelvin Soliz     | Mediocampista | Bandera de Bolivia               | Resicisión de contrato |
| Helmut Gutiérrez | Mediocampista | Club Deportivo Oriente Petrolero | Resicisión de contrato |
| Pablo Pedraza    | Defensor      | Bolívar                          | Resicisión de contrato |

| Predecesor: 2015-16 | Temporadas del Club The Strongest 2016-17 | Sucesor: 2018 |